# Duraj (Pologne)
Pour les articles homonymes, voir Duraj.
Duraj est une localité polonaise de la gmina de Parzęczew, située dans le powiat de Zgierz en voïvodie de Łódź.